# Secrétariat International Maçonnique des Puissances Adogmatiques
O Secrétariat International Maçonnique des Puissances Adogmatiques (SIMPA) foi fundado em 1998 e é um organismo internacional que visa reagrupar as obediências maçônicas adogmáticas e liberais e tal como o CLIPSAS, tendo aliás uma função semelhante a este último tendo sido criado quando em 1996 algumas obediências francófonas a abandonaram.

## Objectivos
O seu principal objectivo é de criar, para as suas obediências membros, um espaço de coordenação com vista ao desenvolvimento de acções comuns tendo em vista a promoção dos valores da maçonaria adogmática e liberal.
Com vista a prosseguir esse fim fazem encontros regulares entre todas as Obediências Maçônicas que são membros deste organismo.

## História
Esta organização foi fundada em 26 de Dezembro de 1998 em Bruxelas na Bélgica depois do Grande Oriente da França e do Grande Oriente da Bélgica terem saído do CLIPSAS., os motivos alegados foram mais de ordem administrativa e também porque as Obediências Maçônicas de origem francesa queriam que a organização seguisse outra via, embora nenhum destes motivos é contrário ao Apelo de Estrasburgo assinado, mantendo aliás todas estas Obediências Maçônicas fundadoras do CLIPSAS relações de amizade e tratados com todas as obediências que a esta pertencem.